# Louise af Slesvig-Holsten-Sønderborg-Glücksborg (1820-1894)
Prinsesse Louise til Slesvig-Holsten-Sønderborg-Glücksborg (18. november 1820 – 30. november 1894) var en dansk-tysk prinsesse af Slesvig-Holsten-Sønderborg-Glücksborg, der var datter af hertug Vilhelm af Slesvig-Holsten-Sønderborg-Glücksborg og prinsesse Louise Karoline af Hessen-Kassel. Prinsesse Louise var lillesøster til Kong Christian 9. af Danmark. Hun var abbedisse i Itzehoe Kloster fra 1860 til 1894.

## Biografi

### Fødsel og familie
Prinsesse Marie blev født den 18. november 1820 på Gottorp Slot i Hertugdømmet Slesvig som prinsesse af Slesvig-Holsten-Sønderborg-Beck. Hun var det syvende barn født i ægteskabet mellem Hertug Vilhelm af Slesvig-Holsten-Sønderborg-Beck og Prinsesse Louise Karoline af Hessen-Kassel. Hendes far var overhoved for slægten Slesvig-Holsten-Sønderborg-Beck, en fjern og ubetydelig sidelinje til det danske kongehus, der nedstammede fra Kong Christian 3. Hendes mor var datter af Landgreve Karl af Hessen, dansk feltmarskal og statholder i hertugdømmerne Slesvig og Holsten, og Prinsesse Louise af Danmark, datter af Kong Frederik 5. Gennem sin far nedstammede Marie dermed i lige linje fra Kong Christian 3., mens hun gennem sin mor var oldebarn af Kong Frederik 5.
Prinsesse Louise havde ni søskende, heriblandt den senere kong Christian 9. af Danmark.

### Opvækst
Prinsesse Louise voksede indledningsvis op med sine mange søskende på Gottorp Slot, hvor familien boede hos hertug Vilhelms svigerforældre. I 1824 døde imidlertid enkehertuginde Anna Karoline, enke efter den sidste hertug af den ældre linje af huset Slesvig-Holsten-Sønderborg-Glücksborg, Frederik Henrik Vilhelm, der var død i 1779. Glücksborg Slot stod herefter tomt, og ved et kongeligt patent af 6. juni 1825 overdrog Kong Frederik 6. af Danmark slottet til Vilhelm og udnævnte ham til Hertug af Slesvig-Holsten-Sønderborg-Glücksborg. Familien flyttede herefter til Glücksborg, hvor Prinsesse Louise blev opdraget sammen med sine søskende under faderens ledelse. Hertug Vilhelm døde imidlertid allerede som 46-årig i 1831.

### Abbedisse i Itzehoe Kloster
Prinsesse Louise blev i 1860 udnævnt til abbedisse i det adelige Itzehoe Kloster i Itzehoe i Holsten. Itzehoe Kloster var et protestantisk jomfrukloster, hvor beboerne er konventualinder, dvs. ugifte damer eller enker af adelsstand.
Prinsesse Louise døde som 74-årig den 30. november 1894 i Itzehoe.

## Eksterne links
- Wikimedia Commons har flere filer relateret til Louise af Slesvig-Holsten-Sønderborg-Glücksborg (1820-1894)
- Hans den Yngres efterkommere